# لي سزي هو
لي سزي هو هو لاعب كرة قدم صيني في مركز الدفاع، ولد في 15 يوليو 1986 في هونغ كونغ في الصين. لعب مع نادي سون هي.

## وصلات خارجية
- لي سزي هو على موقع قاعدة بيانات كرة القدم.إي يو (الإنجليزية)
- لي سزي هو على موقع Soccerway.com (الإنجليزية)